# السيوف الثلاثة

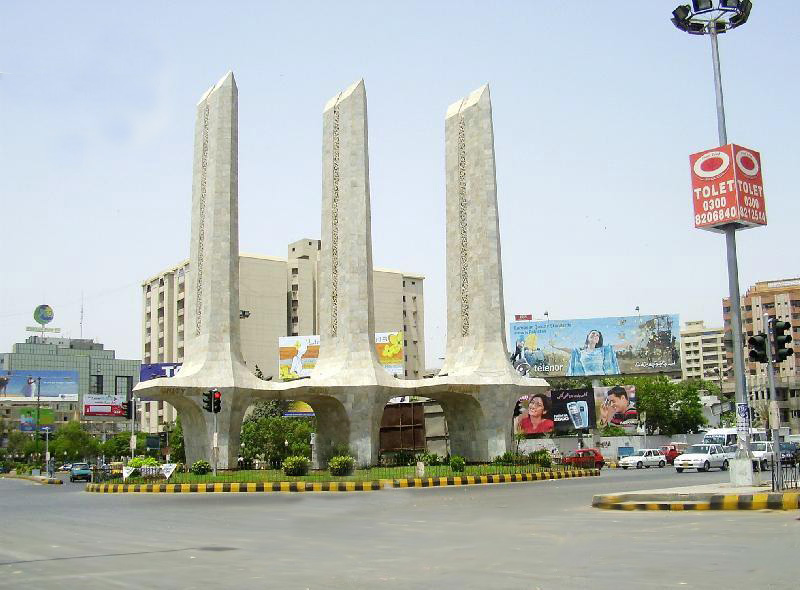
تين تالوار، كليفتون، كراتشي.

السيوف الثلاثة أو تين تالوار هو نصب تذكاري يقع في كليفتون، كراتشي، السند، باكستان. نُقِشت السيوف الرخامية الثلاثة بشعار «القائد العظيم» محمد علي جناح، إيمان، اتحاد، نظم. وقد كُلِّف به الرئيس الباكستاني السابق ورئيس الوزراء، ذو الفقار علي بوتو في عام 1973، وتم تصميمه من قبل المهندس المعماري الزرادشتيني مينو ميستري.